# Werkensedijk

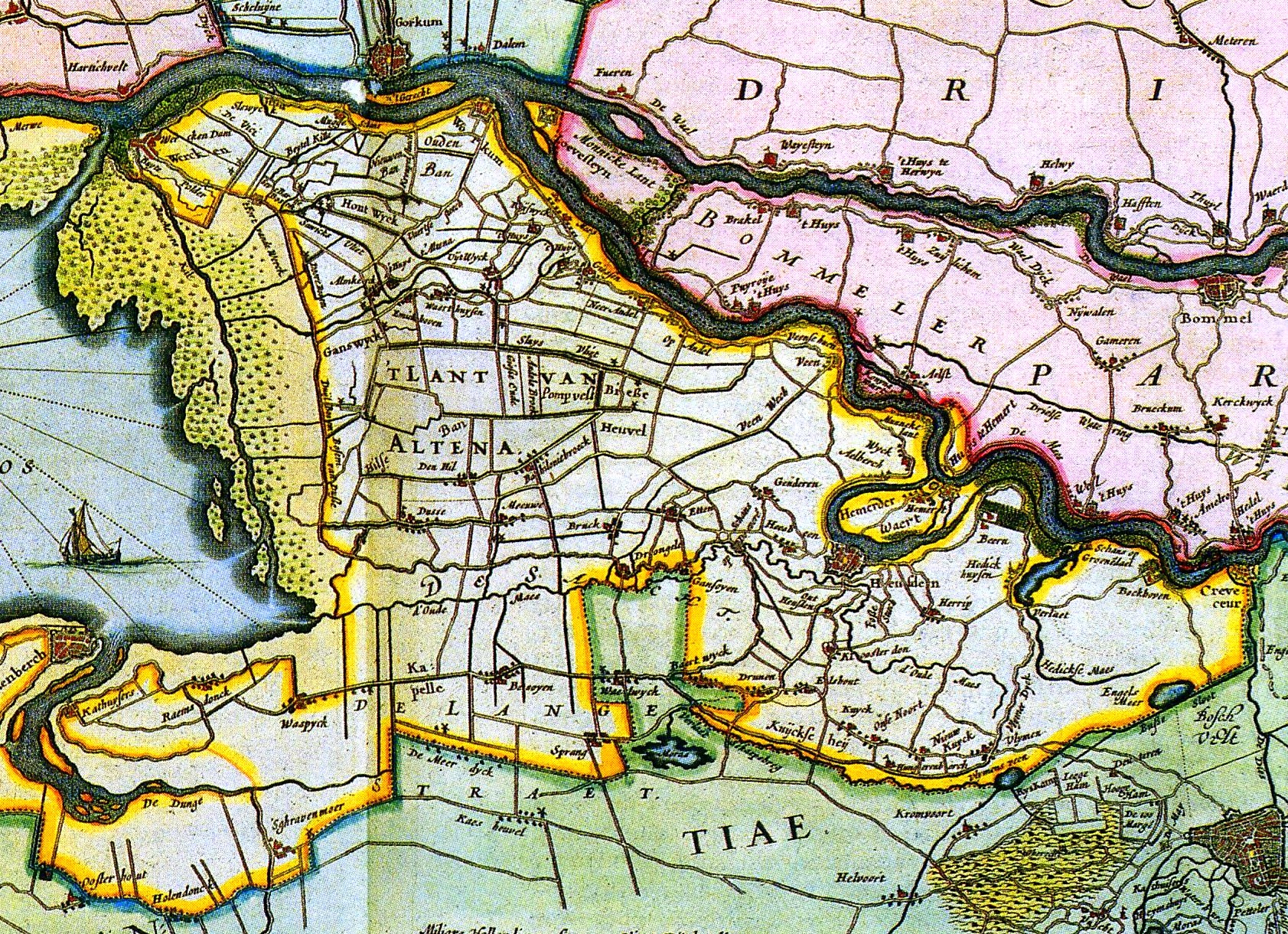
Het Oudland van Altena in de 17de eeuw. De westelijke begrenzing met de slikken van de Biesbosch wordt gevormd door het dijklint waartoe de Werkensedijk (in het noordwesten) behoort

 De Werkensedijk is een oude slaperdijk binnen de bebouwde kom van Werkendam. De kronkelige dijk begint bij de Hoogstraat (zelf een natuurlijke verhoging in het landschap, namelijke een oeverwal) en gaat vlak bij het sportcomplex van Kozakken Boys over in De Schans.

## Historie
De Werkensedijk is in 1461 is aangelegd in het kader van de (her)bedijking van het Oudland van Altena (zie Land van Heusden en Altena). In het verlengde van de Werkensedijk zijn de Schans, de Uppelsedijk, de Kornsedijk en de Dussendijk aangelegd. Zo werd een dijklint gevormd dat de westgrens van het Oudland van Altena beschermde tegen het water van de Biesbosch (destijds nog een binnenzee). Hoewel deze dijken tegenwoordig slechts slaperdijken zijn, stond vroeger het buitenwater bij vloed tot aan de dijk. De aanleg van dit dijklint kan gezien worden als de eerste aanleg tot de geleidelijke herbedijking van de verdronken Grote Waard.
Oude namen voor de Werkensedijk zijn Hooge Zeedijk en Oude Dijk van de Werken.

## Fietstunnel
Na de aanleg van de wijk Werkensepolder werd de Werkensedijk een flinke barrière voor het fiets- en voetgangersverkeer tussen deze nieuwbouwwijk en de rest van Werkendam. Vooral voor schoolkinderen was er een ongewenste situatie ontstaan: om naar school te gaan moesten de kinderen uit de Werkensepolder dagelijks de Werkensedijk oversteken. Geen eenvoudige klus, de Werkensepolder ligt in een kom en een flinke klim is vereist om bij de dijk te komen. Eenmaal daar aangekomen is het zicht op de dijk slecht, waardoor er gevaarlijke situaties konden ontstaan. Na een lange politieke procedure is er uiteindelijk voor gekozen om een fietstunnel aan te leggen in de Werkensedijk. In deze tunnel bevindt zich een coupure, zodat de Werkensedijk in noodsituaties zijn waterkerende werking kan behouden.